# Delbrück, Nordrhein-Westfalen
Delbrück, Nordrhein-Westfalen är en stad i Kreis Paderborn i Regierungsbezirk Detmold i förbundslandet Nordrhein-Westfalen i Tyskland.